# 바이킹 배 박물관 (오슬로)
바이킹 배 박물관(노르웨이어: Vikingskipshuset)은 노르웨이 오슬로 비그되이에 위치한 해양 박물관이다. 오슬로 대학교 문화사 박물관의 일부를 구성하고 있다.
관내에는 오세베리 배, 고크스타호, 투네 배로 알려진 세 척의 바이킹 배와 발굴된 유적이 전시되어 있다.

## 개요
오슬로 피요르드에서 발견된 3척의 바이킹 배(오세베르그호, 고크스타호, 투네호)의 복원품이 전시되어 있는 박물관이다. 9세기초에 건조된 오세베르그호는 이중 가장 크고 우아하며, 아름다운 조각으로 장식되어 있다. 35명의 노젓는 사람과 돛을 이용해 항해하였던 이 배는 만들어진 지 50년 정도 사용된 후 오사 여왕의 관으로 사용되었다. 길이 30m, 최대 폭 6m의 이 배에는 각종 장식품, 부엌용품, 가구류 등의 부장품이 함께 전시되어 있다. 고크스타호는 32명의 노젓는 사람과 돛으로 항해한 전형적인 바이킹 선으로 12두의 말과 6두의 개, 짐승머리로 장식된 침대, 3척의 보트 등이 함께 발견되었다. 투네호는 배 밑바닥만이 발견되었는데, 원거리 항해용으로 이용되었던 것으로 추정되고 있다. 배들의 이름은 발견된 지명을 따서 붙여졌다.